# Matrice unitaria
In matematica, una matrice unitaria è una  matrice quadrata complessa {\displaystyle U} che soddisfa la condizione:
{\displaystyle U^{\dagger }U=UU^{\dagger }=I}
dove {\displaystyle I} è la matrice identità e {\displaystyle U^{\dagger }} è la matrice trasposta coniugata di {\displaystyle U}.
La definizione equivale a dire che una matrice {\displaystyle U} è unitaria se è invertibile e la sua inversa {\displaystyle U^{-1}} è uguale alla sua coniugata trasposta:
{\displaystyle U^{-1}=U^{\dagger }}
Una matrice è inoltre unitaria se è una matrice normale con autovalori sulla circonferenza unitaria, oppure se è un'isometria rispetto alla norma usuale. Una matrice unitaria avente tutti gli elementi reali è una matrice ortogonale.
Le matrici unitarie rappresentano gli operatori unitari su spazi di Hilbert finito-dimensionali (costituiscono quindi un caso particolare).

## Proprietà
Le matrici unitarie soddisfano le seguenti proprietà:
- Ogni matrice unitaria {\displaystyle U} soddisfa l'uguaglianza:

{\displaystyle \langle Ux,Uy\rangle =\langle x,y\rangle }
per tutti i vettori complessi {\displaystyle x} e {\displaystyle y}, dove {\displaystyle \langle ,\rangle } indica il prodotto hermitiano standard.
- Tutti gli autovalori di una matrice unitaria sono numeri complessi di valore assoluto {\displaystyle 1}, cioè stanno sulla circonferenza di raggio {\displaystyle 1} centrata nell'origine del piano complesso. La stessa cosa è vera per il determinante.

- Tutte le matrici unitarie sono normali, e pertanto si può applicare ad esse il teorema spettrale.

Una matrice è unitaria se e solo se le sue colonne (o le sue righe) formano una base ortonormale dello spazio rispetto al prodotto hermitiano standard. Per mostrare l'implicazione diretta, se si suppone che {\displaystyle U} è unitaria allora {\displaystyle U^{\dagger }U=UU^{\dagger }=I_{n}\ }. Sia quindi {\displaystyle c_{i}} un suo vettore colonna (o vettore riga) corrispondente alla i-esima colonna (o riga), e sia:
{\displaystyle U^{\dagger }U={\begin{bmatrix}c_{1}^{\dagger }c_{1}&c_{1}^{\dagger }c_{2}&\cdots &c_{1}^{\dagger }c_{n}\\c_{2}^{\dagger }c_{1}&c_{2}^{\dagger }c_{2}&\cdots &c_{2}^{\dagger }c_{n}\\\vdots &\vdots &\ddots &\vdots \\c_{n}^{\dagger }c_{1}&c_{n}^{\dagger }c_{2}&\cdots &c_{n}^{\dagger }c_{n}\end{bmatrix}}={\begin{bmatrix}1&0&\cdots &0\\0&1&\cdots &0\\\vdots &\vdots &\ddots &\vdots \\0&0&\cdots &1\end{bmatrix}}=I_{n}}
Vedendo questa matrice come prodotto interno, cioè {\displaystyle (U^{\dagger }U)_{ij}=\langle c_{i},c_{j}\rangle }, si ha che:
- se {\displaystyle i=j} allora {\displaystyle \langle c_{i},c_{j}\rangle =\langle c_{i},c_{i}\rangle =1}, ma allora {\displaystyle \|c_{i}\|=1}.
- se {\displaystyle i\neq j}, allora {\displaystyle \langle c_{i},c_{j}\rangle =0}, ma allora {\displaystyle c_{i}} è ortogonale ad {\displaystyle c_{j}}.

Essendo contemporaneamente ortogonale e di norma unitaria significa che {\displaystyle U} è una base ortonormale.
Per mostrare l'implicazione inversa, si supponga che le colonne (o le sue righe) formano una base ortonormale dello spazio rispetto al prodotto interno. Se le colonne (o le righe) di {\displaystyle U} sono ortonormali allora significa che {\displaystyle \langle c_{i},c_{j}\rangle =0} ad eccezione di quando {\displaystyle i=j}, dove si ha {\displaystyle \langle c_{i},c_{j}\rangle =1}. Si ha quindi:
{\displaystyle U_{ij}=(UU^{\dagger })_{ij}=(U^{\dagger }U)_{ij}={\begin{cases}c_{i}^{\dagger }c_{j}=1&\mathrm {se} ~i=j\\c_{i}^{\dagger }c_{j}=0&\mathrm {se} ~i\neq j\end{cases}}}
Ma questa è proprio la definizione di matrice identità {\displaystyle I_{n}}, che è unitaria.